# 3. Oblasna nogometna liga Karlovac 1950.
| Mj. | Klub                | Sus. | Pobj. | Ner. | Por. | GR.   | Bod. |
| --- | ------------------- | ---- | ----- | ---- | ---- | ----- | ---- |
| 1.  | NK Turbina Karlovac | 8    | 7     | 1    | 0    | 36:18 | 15   |
| 2.  | NK Radnik Karlovac  | 8    | 4     | 0    | 4    | 13:14 | 8    |
| 3.  | NK Korana Slunj     | 8    | 3     | 2    | 3    | 21:22 | 8    |
| 4.  | NK Borac Brodarci   | 8    | 2     | 1    | 5    | 14:23 | 5    |
| 5.  | NK Polet Hrnetić    | 8    | 2     | 0    | 6    | 17:14 | 4    |